# Abierto de Estados Unidos 1974
El Abierto de Estados Unidos 1974 es un torneo de tenis disputado en superficie dura, siendo el cuarto y último torneo del Grand Slam del año.

## Finales

### Senior

#### Individuales masculinos[1]
Jimmy Connors vence a  Ken Rosewall, 6-1, 6-0, 6-1

#### Individuales femeninos[2]
Billie Jean King vence a  Evonne Goolagong Cawley, 3-6, 6-3, 7-5 

#### Dobles masculinos[3]
Bob Lutz /  Stan Smith vencen a  Patricio Cornejo /  Jaime Fillol, 6-3, 6-3

#### Dobles femeninos[4]
Rosemary Casals /  Billie Jean King vencen a  Françoise Durr /  Betty Stöve, 7-6, 6-7, 6-4 

#### Dobles mixto[5]
Pam Teeguarden /  Geoff Masters vencen a  Chris Evert /  Jimmy Connors, 6-1, 7-6

### Junior[6]

#### Individuales masculinos
Billy Martin vence a  Ferdi Taygan, 6-4, 6-2

#### Individuales femeninos
Ilana Kloss vence a  Mima Jaušovec, 6-4, 6-3

#### Dobles masculinos
El torneo comenzó en 1982

#### Dobles femeninos
El torneo comenzó en 1982